# Lucas Gaday
Lucas Gaday, né le 20 février 1993 à Luis Guillón (es), est un coureur cycliste argentin. Son frère aîné Julián est également cycliste.

## Biographie
Fin 2015, il rejoint l'équipe continentale professionnelle suisse Roth.

## Palmarès sur route

### Par année
- 2012
  - 2e du Criterium de Apertura
- 2013
  - San Bartolomé Sari Nagusia
- 2014
  - 2e du championnat d'Argentine sur route espoirs
- 2015
  - Gran Premio della Liberazione
  -  Médaillé de bronze du championnat panaméricain sur route espoirs
  - 8e du championnat du monde sur route espoirs
- 2017
  - Grand Prix Campagnolo
- 2018
  - 3e du championnat d'Argentine sur route
- 2019
  - 1re étape de la Vuelta Ciclista Chaná
  - 2e étape de la Rutas de América
  - 3e de la Clásica 1° de Mayo
- 2022
  - 1re étape de la Vuelta a Formosa Internacional
- 2024
  - 4e étape de la Vuelta Ciclista Chaná
- 2025
  - Clásica 1° de Mayo

### Classements mondiaux
| Année                                 | 2013  | 2014  | 2015 | 2016 | 2017 | 2018 | 2019 | 2020 | 2021 | 2022  | 2023  |
| ------------------------------------- | ----- | ----- | ---- | ---- | ---- | ---- | ---- | ---- | ---- | ----- | ----- |
| Classement mondial                    |       |       |      | nc   | nc   | nc   | nc   | nc   | nc   | 1109e | 2392e |
| UCI Europe Tour                       | 1134e | 1057e | 395e | nc   | nc   | nc   |      |      |      |       |       |
| UCI America Tour                      | 200e  | nc    | 63e  | nc   | nc   | nc   | nc   | nc   | nc   | 136e  | nc    |
|                                       |       |       |      |      |      |      |      |      |      |       |       |
| Légende : nc = non classéSource : UCI |       |       |      |      |      |      |      |      |      |       |       |

## Palmarès sur piste

### Championnats nationaux
- 2023
  -  Champion d'Argentine de l'américaine (avec Juan Martín Boldú)